# Münichreith-Laimbach
Münichreith-Laimbach település Ausztriában, Alsó-Ausztria tartományban, a Melki járásban. Tengerszint feletti magassága 675 méter, területe 38,82 km².

## Elhelyezkedése
Münichreith-Laimbach Gutenbrunn, Pöggstall, Artstetten-Pöbring, Maria Taferl, Marbach an der Donau, Hofamt Priel és Yspertal településekkel határos.

## Népesség
| 2016 | 1 666 |
| 2018 | 1 662 |